# Първан Драганов
Вижте пояснителната страница за други личности с името Драганов.
Първан Драганов Драганов е български офицер, дипломат и политик.
Близък сътрудник на цар Борис III, той е посланик в Германия при влизането на България във Втората световна война, а през лятото на 1944 г. за кратко е външен министър в правителството на Иван Багрянов.
Екзекутиран от комунистическия режим на 1 февруари 1945 г.

## Биография
Първан Драганов е роден на 4 февруари (23 януари стар стил) 1890 г. в Лом. Завършва Военното училище в София през 1909 г., а след това и военна академия в Германия.
По време на Балканските войни (1912 – 1913) Драганов е командир на батарея в 4-ти артилерийски, след което служи в 1-ви артилерийски, а през Първата световна война (1915 – 1918) е командир на батарея и отделение в 11-и артилерийски полкове. След края на войната е назначен на служба в Двореца като офицер от свитата на цар Борис III, като от 1920 до 1932 г. е негов флигеладютант. От 1932 до 1934 г. е военен аташе в Берлин. След завръщането си в България за кратко е началник-щаб на Четвърта военноинспекционна област (1934) и началник на Учебния отдел в Щаба на войската (1934 – 1935).
През 1935 г. Драганов се уволнява от армията и за кратко е съветник в българската легация в Париж. След това е пълномощен министър във Виена (1936 – 1938) и Берлин (1938 – 1942). През този период България се присъединява към Тристранния пакт и обявява война на Съединените щати и Великобритания. Въпреки това самият Драганов остава резервиран към свързването на България с Германия. От 1942 г. до 1 юни 1944 г. Първан Драганов е пълномощен министър в Мадрид, след което е включен в кабинета на Иван Багрянов като министър на външните работи и изповеданията, на който пост остава до 2 септември същата година.
След Деветосептемврийския преврат през 1944 г. е осъден на смърт от Народния съд и е екзекутиран на 1 февруари 1945 г. Присъдата е отменена през 1996 г. с Решение №172 на Върховния съд. Негови спомени, документи и снимки се пазят в Централен държавен архив – Ф. 416к, 1 опис, 134 а.е.

## Военни звания
- Подпоручик (22 септември 1909)
- Поручик (22 септември 1912)
- Капитан (1 октомври 1915)
- Майор (1 април 1919)
- Подполковник (6 май 1923)
- Полковник (15 май 1930)